# Aloe ambositrae
Aloe ambositrae (укр. Алое амбусітре, Алое амбусітранське)  — сукулентна рослина роду алое.

## Етимологія
Видова назва походить від міста Абусітра біля якого зростає цей вид Алое.

## Історія
Цей вид алое знайдений у травні 2007 року біля міста Амбусітра в регіоні Верхня Маціатра (Haute Matsiatra) на Мадагаскарі на висоті 1 650 м над рівнем моря. Вперше описаний Жаном-Філіппом Кастійоном у 2008 році в журналі Британського товариства любителів кактусів і сукулентів (англ. British Cactus & Succulent Society) «CactusWorld».